# 뉴욕주의 통계 지구

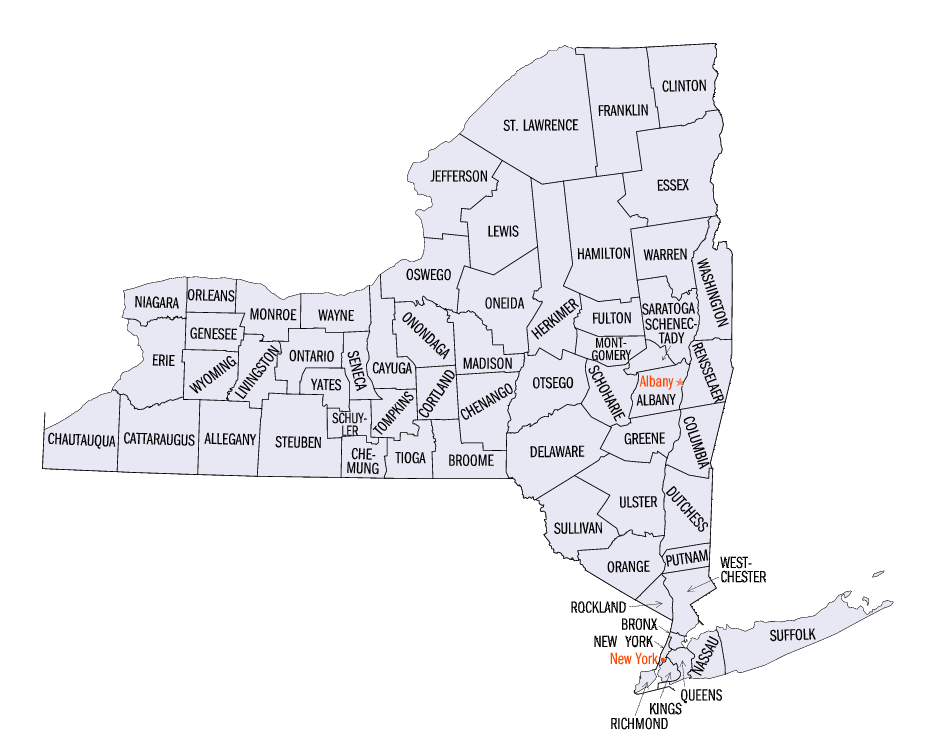
뉴욕 주의 군들

뉴욕의 주기

뉴욕의 통계 지구(New York Statistical Area)는 뉴욕 주에 있는 통계 지구이다.

## 범례
| 범례      | 의미                                 |
| --------- | ------------------------------------ |
|           | 코네티컷에 속하는 지역               |
|           | 뉴저지에 속하는 지역                 |
|           | 펜실베이니아에 속하는 지역           |
|           | 2개의 주 이상에 걸친 지역(뉴욕 해당) |
| 초록 글씨 | 다른 주에 속하는 지역의 인구 수      |
| 파란 글씨 | 뉴욕과 다른 주에 걸친 지역의 인구 수 |

## 배치도
| 복합 통계 지구                    | 인구                  | 핵심 기반 통계 지구                 | 인구                  | 군           | 인구       |
| --------------------------------- | --------------------- | ----------------------------------- | --------------------- | ------------ | ---------- |
| 뉴욕-뉴어크 지구                  | 22,589,036 13,418,688 | 뉴욕-뉴어크-저지시티 지구           | 19,216,182 12,561,957 | 킹스         | 2,559,903  |
| 뉴욕-뉴어크 지구                  | 22,589,036 13,418,688 | 뉴욕-뉴어크-저지시티 지구           | 19,216,182 12,561,957 | 퀸스         | 2,253,858  |
| 뉴욕-뉴어크 지구                  | 22,589,036 13,418,688 | 뉴욕-뉴어크-저지시티 지구           | 19,216,182 12,561,957 | 뉴욕         | 1,628,706  |
| 뉴욕-뉴어크 지구                  | 22,589,036 13,418,688 | 뉴욕-뉴어크-저지시티 지구           | 19,216,182 12,561,957 | 서퍽         | 1,476,601  |
| 뉴욕-뉴어크 지구                  | 22,589,036 13,418,688 | 뉴욕-뉴어크-저지시티 지구           | 19,216,182 12,561,957 | 브롱크스     | 1,418,207  |
| 뉴욕-뉴어크 지구                  | 22,589,036 13,418,688 | 뉴욕-뉴어크-저지시티 지구           | 19,216,182 12,561,957 | 나소         | 1,356,924  |
| 뉴욕-뉴어크 지구                  | 22,589,036 13,418,688 | 뉴욕-뉴어크-저지시티 지구           | 19,216,182 12,561,957 | 웨스트체스터 | 967,506    |
| 뉴욕-뉴어크 지구                  | 22,589,036 13,418,688 | 뉴욕-뉴어크-저지시티 지구           | 19,216,182 12,561,957 | 버건         | 932,202    |
| 뉴욕-뉴어크 지구                  | 22,589,036 13,418,688 | 뉴욕-뉴어크-저지시티 지구           | 19,216,182 12,561,957 | 미들섹스     | 825,062    |
| 뉴욕-뉴어크 지구                  | 22,589,036 13,418,688 | 뉴욕-뉴어크-저지시티 지구           | 19,216,182 12,561,957 | 에식스       | 798,975    |
| 뉴욕-뉴어크 지구                  | 22,589,036 13,418,688 | 뉴욕-뉴어크-저지시티 지구           | 19,216,182 12,561,957 | 허드슨       | 672,391    |
| 뉴욕-뉴어크 지구                  | 22,589,036 13,418,688 | 뉴욕-뉴어크-저지시티 지구           | 19,216,182 12,561,957 | 먼마우스     | 618,795    |
| 뉴욕-뉴어크 지구                  | 22,589,036 13,418,688 | 뉴욕-뉴어크-저지시티 지구           | 19,216,182 12,561,957 | 오션         | 607,186    |
| 뉴욕-뉴어크 지구                  | 22,589,036 13,418,688 | 뉴욕-뉴어크-저지시티 지구           | 19,216,182 12,561,957 | 유니언       | 556,341    |
| 뉴욕-뉴어크 지구                  | 22,589,036 13,418,688 | 뉴욕-뉴어크-저지시티 지구           | 19,216,182 12,561,957 | 퍼세이익     | 501,826    |
| 뉴욕-뉴어크 지구                  | 22,589,036 13,418,688 | 뉴욕-뉴어크-저지시티 지구           | 19,216,182 12,561,957 | 모리스       | 491,845    |
| 뉴욕-뉴어크 지구                  | 22,589,036 13,418,688 | 뉴욕-뉴어크-저지시티 지구           | 19,216,182 12,561,957 | 리치먼드     | 476,143    |
| 뉴욕-뉴어크 지구                  | 22,589,036 13,418,688 | 뉴욕-뉴어크-저지시티 지구           | 19,216,182 12,561,957 | 서머싯       | 328,934    |
| 뉴욕-뉴어크 지구                  | 22,589,036 13,418,688 | 뉴욕-뉴어크-저지시티 지구           | 19,216,182 12,561,957 | 로클랜드     | 325,789    |
| 뉴욕-뉴어크 지구                  | 22,589,036 13,418,688 | 뉴욕-뉴어크-저지시티 지구           | 19,216,182 12,561,957 | 서식스       | 140,488    |
| 뉴욕-뉴어크 지구                  | 22,589,036 13,418,688 | 뉴욕-뉴어크-저지시티 지구           | 19,216,182 12,561,957 | 헌터든       | 124,371    |
| 뉴욕-뉴어크 지구                  | 22,589,036 13,418,688 | 뉴욕-뉴어크-저지시티 지구           | 19,216,182 12,561,957 | 퍼트넘       | 98,320     |
| 뉴욕-뉴어크 지구                  | 22,589,036 13,418,688 | 뉴욕-뉴어크-저지시티 지구           | 19,216,182 12,561,957 | 파이크       | 55,809     |
| 뉴욕-뉴어크 지구                  | 22,589,036 13,418,688 | 브리지포트-스탬퍼드-노워크 지구     | 943,332               | 페어필드     | 943,332    |
| 뉴욕-뉴어크 지구                  | 22,589,036 13,418,688 | 뉴헤이븐-밀퍼드 지구                | 854,757               | 뉴헤이븐     | 854,757    |
| 뉴욕-뉴어크 지구                  | 22,589,036 13,418,688 | 포킵시-뉴버그-미들타운 지구         | 679,158               | 오렌지       | 384,940    |
| 뉴욕-뉴어크 지구                  | 22,589,036 13,418,688 | 포킵시-뉴버그-미들타운 지구         | 679,158               | 더치스       | 294,218    |
| 뉴욕-뉴어크 지구                  | 22,589,036 13,418,688 | 트렌턴-프린스턴 지구                | 367,430               | 머서         | 367,430    |
| 뉴욕-뉴어크 지구                  | 22,589,036 13,418,688 | 토링턴 지구                         | 180,333               | 리치필드     | 180,333    |
| 뉴욕-뉴어크 지구                  | 22,589,036 13,418,688 | 킹스턴 지구                         | 177,573               | 얼스터       | 177,573    |
| 뉴욕-뉴어크 지구                  | 22,589,036 13,418,688 | 이스트스트라우즈버그 지구           | 170,271               | 먼로         | 170,271    |
| 버펄로-치크토와가-올리앤 지구     | 1,204,100             | 버펄로-치크토와가 지구              | 1,127,983             | 이리         | 918,702    |
| 버펄로-치크토와가-올리앤 지구     | 1,204,100             | 버펄로-치크토와가 지구              | 1,127,983             | 나이아가라   | 209,281    |
| 버펄로-치크토와가-올리앤 지구     | 1,204,100             | 올리앤 지구                         | 76,117                | 카타라우구스 | 76,117     |
| 올버니-스키넥터디 지구            | 1,167,594             | 올버니-스키넥터디-트로이 지구       | 880,381               | 올버니       | 305,506    |
| 올버니-스키넥터디 지구            | 1,167,594             | 올버니-스키넥터디-트로이 지구       | 880,381               | 새러토가     | 229,863    |
| 올버니-스키넥터디 지구            | 1,167,594             | 올버니-스키넥터디-트로이 지구       | 880,381               | 렌셀러       | 158,714    |
| 올버니-스키넥터디 지구            | 1,167,594             | 올버니-스키넥터디-트로이 지구       | 880,381               | 스키넥터디   | 155,299'   |
| 올버니-스키넥터디 지구            | 1,167,594             | 올버니-스키넥터디-트로이 지구       | 880,381               | 쇼하리       | 30,999     |
| 올버니-스키넥터디 지구            | 1,167,594             | 글렌즈펄스 지구                     | 125,148               | 워런         | 63,944     |
| 올버니-스키넥터디 지구            | 1,167,594             | 글렌즈펄스 지구                     | 125,148               | 워싱턴       | 61,204     |
| 올버니-스키넥터디 지구            | 1,167,594             | 허드슨 지구                         | 59,461                | 컬럼비아     | 59,461     |
| 올버니-스키넥터디 지구            | 1,167,594             | 글로버즈빌 지구                     | 53,383                | 풀턴         | 53,383     |
| 올버니-스키넥터디 지구            | 1,167,594             | 앰스터댐 지구                       | 49,221                | 몽고메리     | 49,221     |
| 로체스터-바타비아-세네가펄스 지구 | 1,160,940             | 로체스터 지구                       | 1,069,644             | 먼로         | 741,770    |
| 로체스터-바타비아-세네가펄스 지구 | 1,160,940             | 로체스터 지구                       | 1,069,644             | 온타리오     | 109,777    |
| 로체스터-바타비아-세네가펄스 지구 | 1,160,940             | 로체스터 지구                       | 1,069,644             | 웨인         | 89,918     |
| 로체스터-바타비아-세네가펄스 지구 | 1,160,940             | 로체스터 지구                       | 1,069,644             | 리빙스턴     | 62,914     |
| 로체스터-바타비아-세네가펄스 지구 | 1,160,940             | 로체스터 지구                       | 1,069,644             | 올리언스     | 40,352     |
| 로체스터-바타비아-세네가펄스 지구 | 1,160,940             | 로체스터 지구                       | 1,069,644             | 예이츠       | 24,913     |
| 로체스터-바타비아-세네가펄스 지구 | 1,160,940             | 바타비아 지구                       | 57,280                | 제네시       | 57,280     |
| 로체스터-바타비아-세네가펄스 지구 | 1,160,940             | 세네카펄스 지구                     | 34,016                | 세네카       | 34,016     |
| 시러큐스-오번 지구                | 725,169               | 시러큐스 지구                       | 648,593               | 오논다가     | 460,528    |
| 시러큐스-오번 지구                | 725,169               | 시러큐스 지구                       | 648,593               | 오스위고     | 117,124    |
| 시러큐스-오번 지구                | 725,169               | 시러큐스 지구                       | 648,593               | 매디슨       | 70,941     |
| 시러큐스-오번 지구                | 725,169               | 오번 지구                           | 76,576                | 카유가       | 76,576     |
| 엘미라-코닝 지구                  | 178,835               | 코닝 지구                           | 95,379                | 슈토이벤     | 95,379     |
| 엘미라-코닝 지구                  | 178,835               | 엘미라 지구                         | 83,456                | 셔멍         | 83,456     |
| 이타카-코틀랜드 지구              | 149,761               | 이타카 지구                         | 102,180               | 톰킨스       | 102,180    |
| 이타카-코틀랜드 지구              | 149,761               | 코틀랜드 지구                       | 47,581                | 코틀랜드     | 47,581     |
| 없음                              | 없음                  | 유티카-롬 지구                      | 289,990               | 오나이다     | 228,671    |
| 없음                              | 없음                  | 유티카-롬 지구                      | 289,990               | 헤르키머     | 61,319     |
| 없음                              | 없음                  | 빙엄턴 지구                         | 238,691               | 브룸         | 190,488    |
| 없음                              | 없음                  | 빙엄턴 지구                         | 238,691               | 티오가       | 48,203     |
| 없음                              | 없음                  | 제임스타운-뒹케르크-프레도니아 지구 | 126,903               | 셔토쿼       | 126,903    |
| 없음                              | 없음                  | 워터타운-포트드럼 지구              | 109,834               | 제퍼슨       | 109,834    |
| 없음                              | 없음                  | 오그덴스버그-마세나 지구            | 107,740               | 세인트로렌스 | 107,740    |
| 없음                              | 없음                  | 플래츠버그 지구                     | 80,485                | 클린턴       | 80,485     |
| 없음                              | 없음                  | 오네온타 지구                       | 53,493                | 옷세고       | 53,493     |
| 없음                              | 없음                  | 말론 지구                           | 50,022                | 프랭클린     | 50,022     |
| 없음                              | 없음                  | 없음                                | 없음                  | 설리번       | 75,432     |
| 없음                              | 없음                  | 없음                                | 없음                  | 셔냉고       | 47,207     |
| 없음                              | 없음                  | 없음                                | 없음                  | 그린         | 47,188     |
| 없음                              | 없음                  | 없음                                | 없음                  | 앨러게이니   | 46,091     |
| 없음                              | 없음                  | 없음                                | 없음                  | 델라웨어     | 44,135     |
| 없음                              | 없음                  | 없음                                | 없음                  | 와이오밍     | 39,859     |
| 없음                              | 없음                  | 없음                                | 없음                  | 에식스       | 36,885     |
| 없음                              | 없음                  | 없음                                | 없음                  | 루이스       | 26,296     |
| 없음                              | 없음                  | 없음                                | 없음                  | 스카일러     | 17,807     |
| 없음                              | 없음                  | 없음                                | 없음                  | 해밀턴       | 4,416      |
| 뉴욕                              | 뉴욕                  | 뉴욕                                | 뉴욕                  | 뉴욕         | 19,447,561 |

## 참고
- 인구 수는 2019년 기준이며 단위는 '명'이다.
- 올버니군은 코네티컷주 행정 기관들이 있는 올버니가 있기 때문에 굵은 글씨로 표기했다.

## 같이 보기
- 대도시 통계 지구
- 뉴욕 대도시권